# Храм Дацзюэ
Храм Дацзюэ (кит. трад. 大覺寺, упр. 大觉寺, пиньинь Dajue Si — буддийский храм в Хайдяне на западе Пекина, КНР. Храм основан в XI веке, и перестроен в XV веке при Мин. Храм состоит из трёх больших залов, ворот, пагоды и небольших залов.

## История
В соответствии со храмовой стелой, Дацзюэ был построен в 1068 при Ляо и назывался Циншуй (Чистая вода), так как через храм тёк поток. Храм был позднее переименован в Линцюань, и был перестроен в 1428 при Мин, тогда храм получил своё сегодняшнее имя «Дацзюэ» Храм ремонтировался в 1720 и 1747..

## Планировка
Пять основных здания храма лежат на оси Запад-Восток. На востоке главные ворота, за ними зал Махавира, после идёт зал Амитабхи, Сарира пагода и зал Лунван, использовавшийся как хранилище сутр.

### Зал Махавира

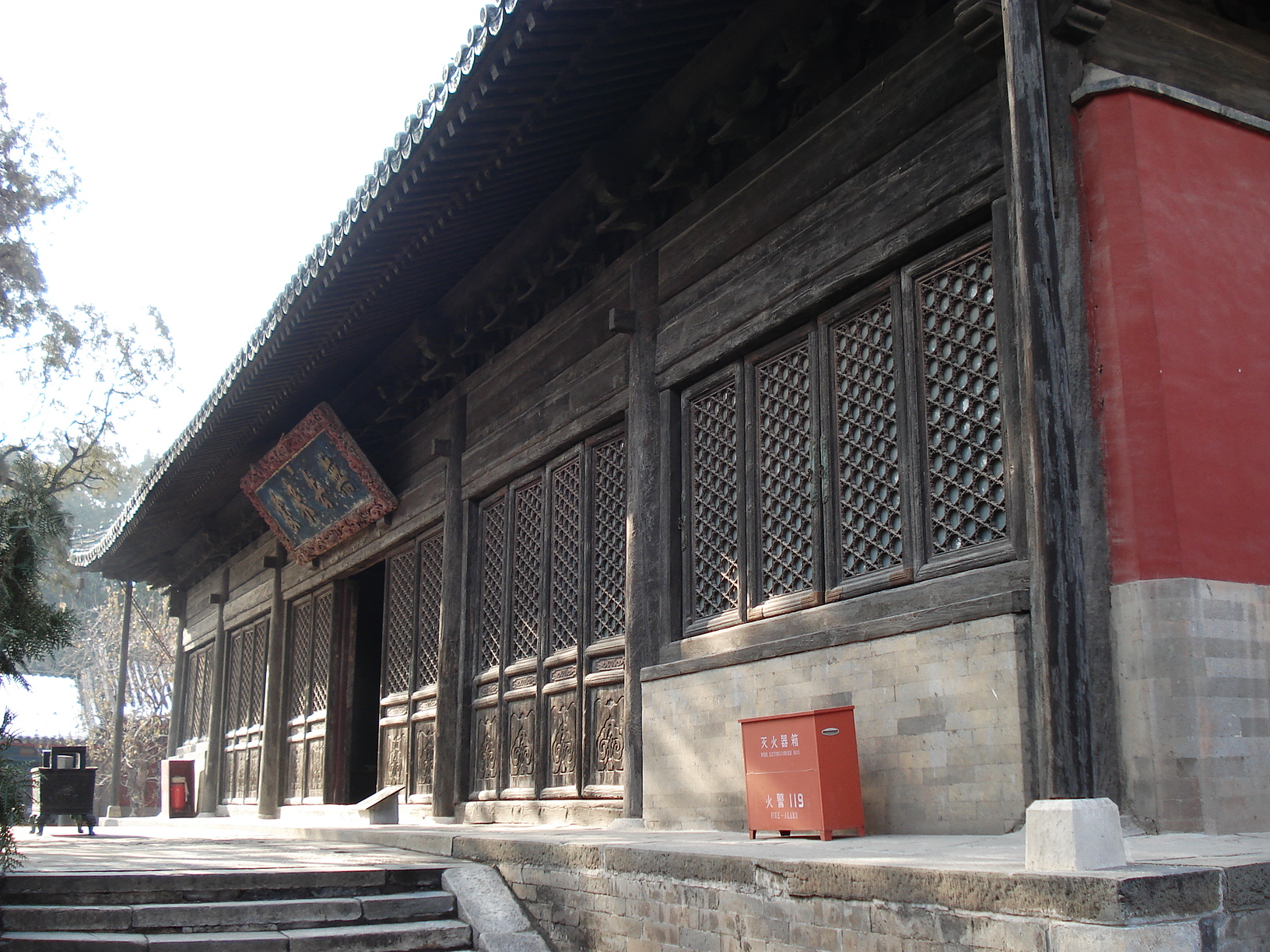
Зал Махавира

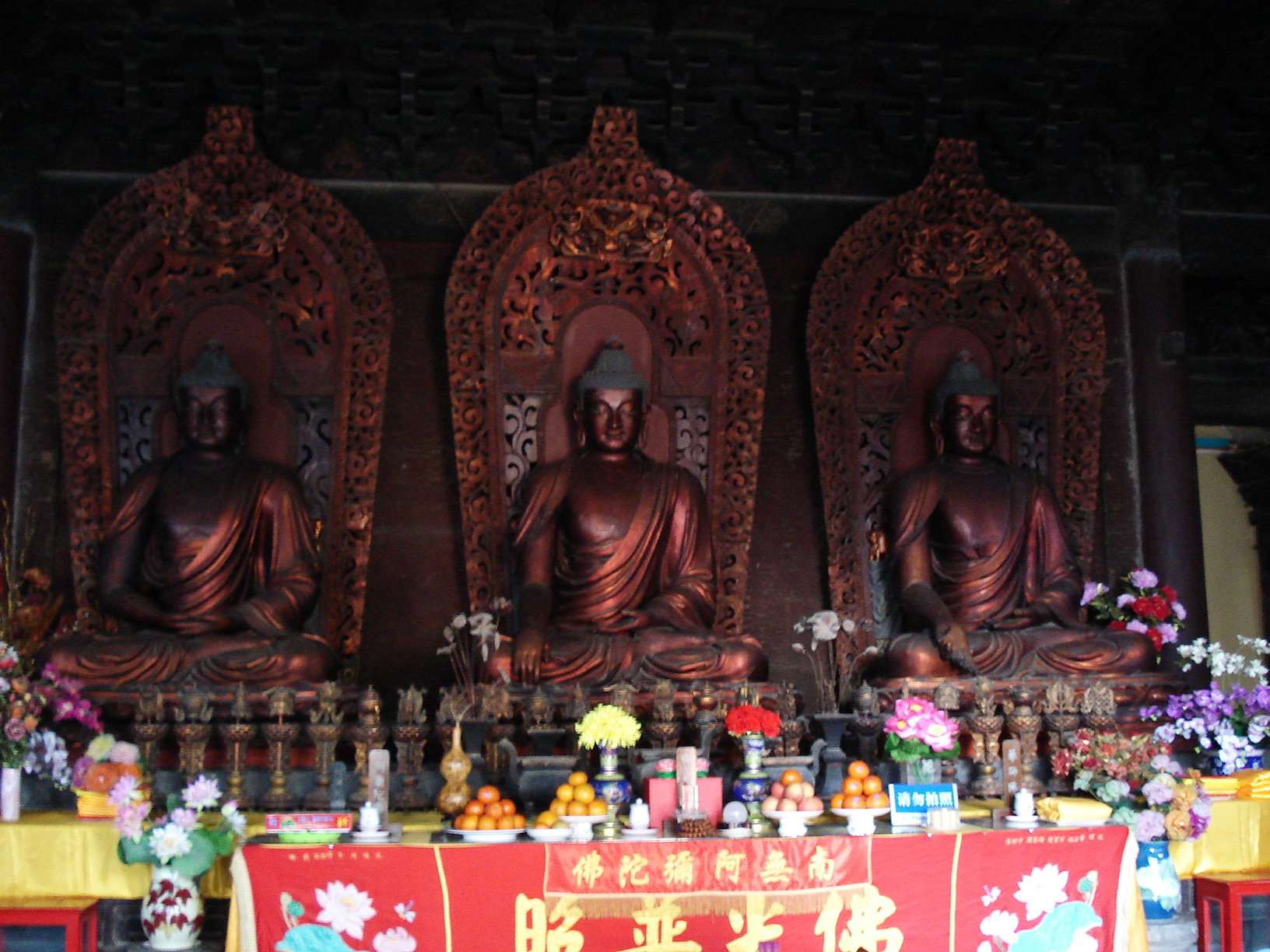
Статуи зала Махавира (Амитабха, Шакьямуни, Будда Медицины)

В зале установлены три большие статуи минского времени. В центре Шакьямуни, слева Будда Медицины и справа Амитабха. За этими статуями, лицом к заднему выходу установлен Самантабхадра. По бокам статуи 20 девов. Фрески за статуями богов выполнены во времена Цин. На потолке вырезаны большие драконы.

Четыре Небесных Царя в храме Дацзюэ
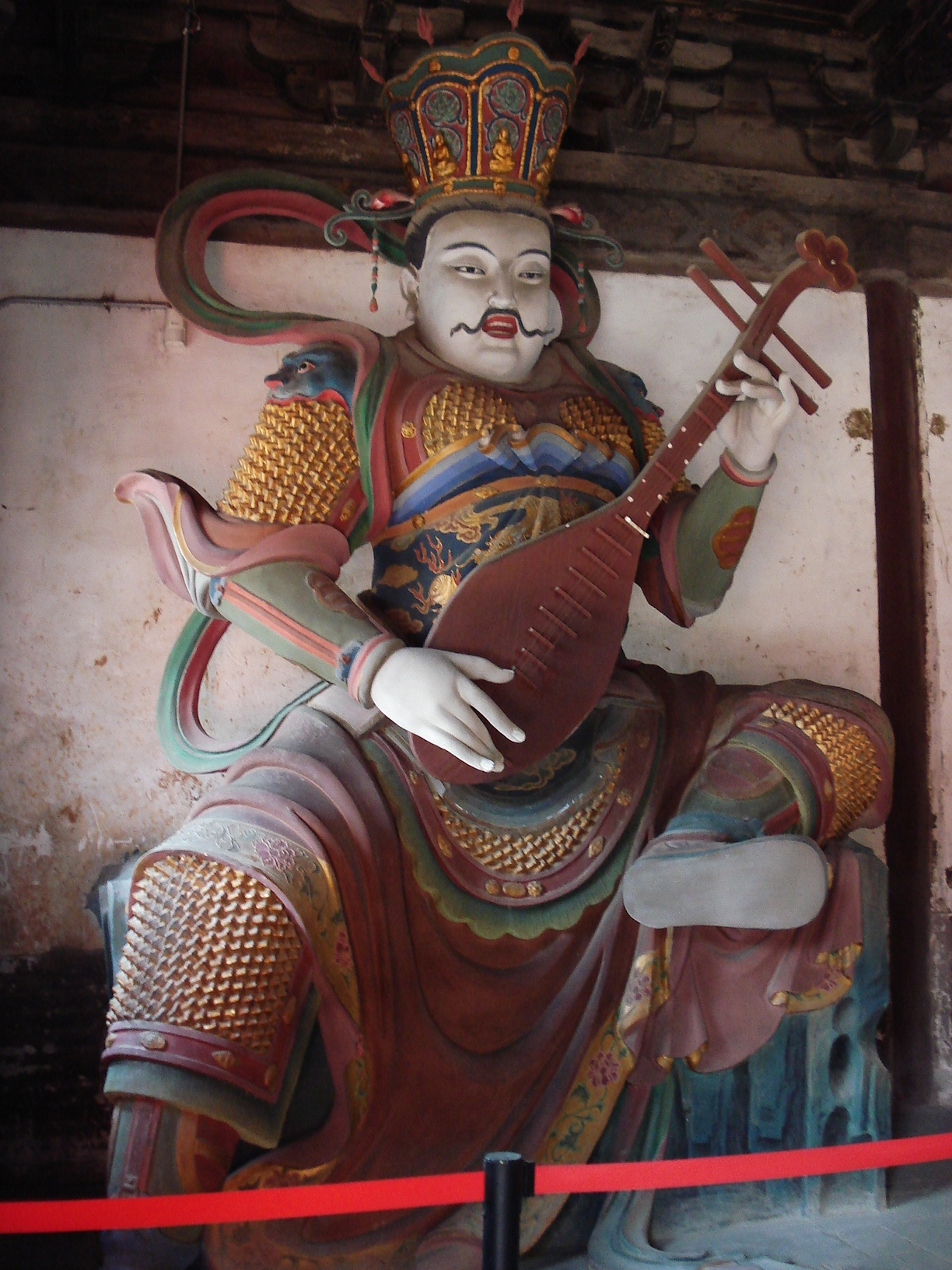
Чиготянь (Дхритараштра)
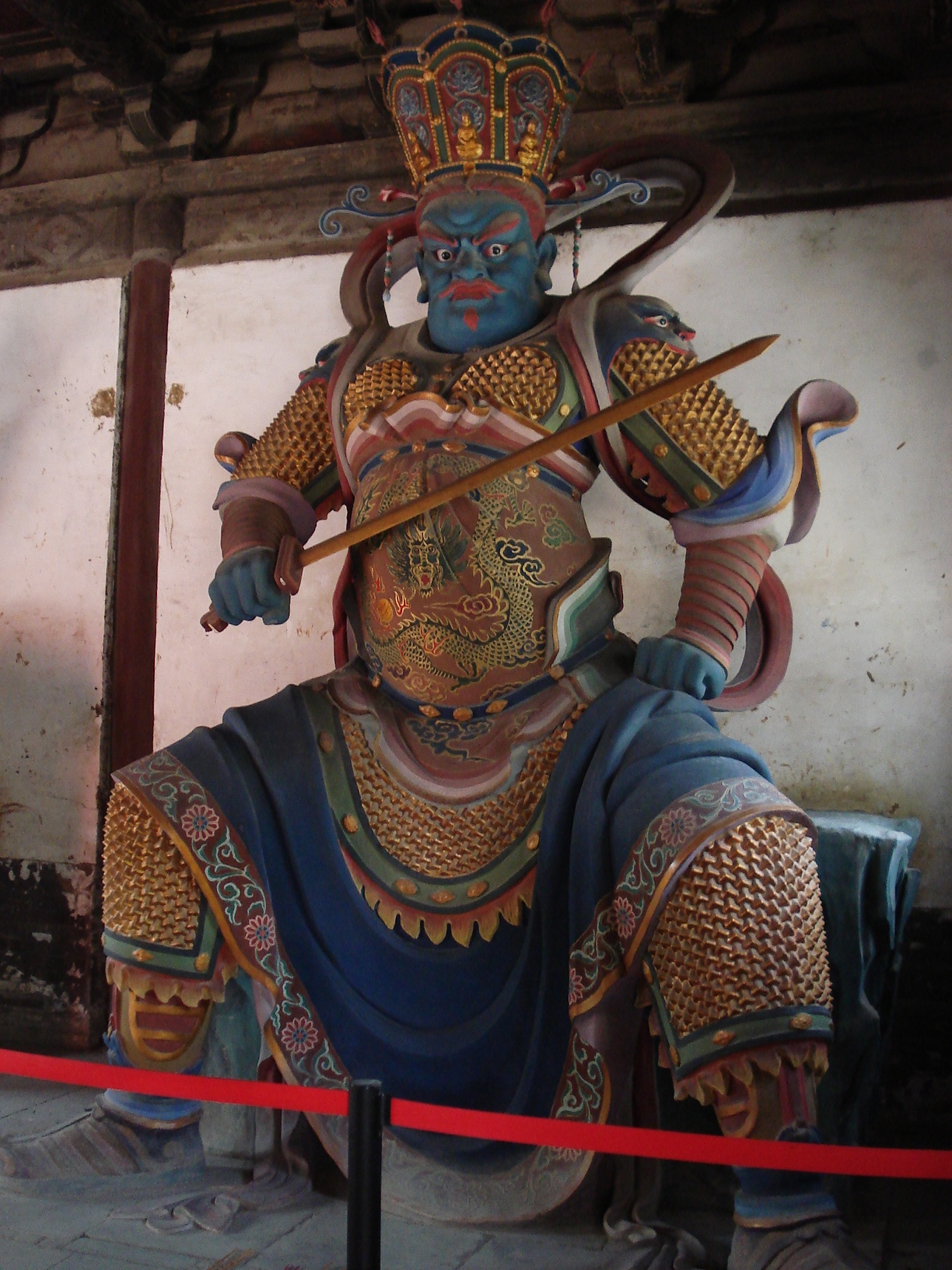
Цзэнчантянь (Вирудхака)
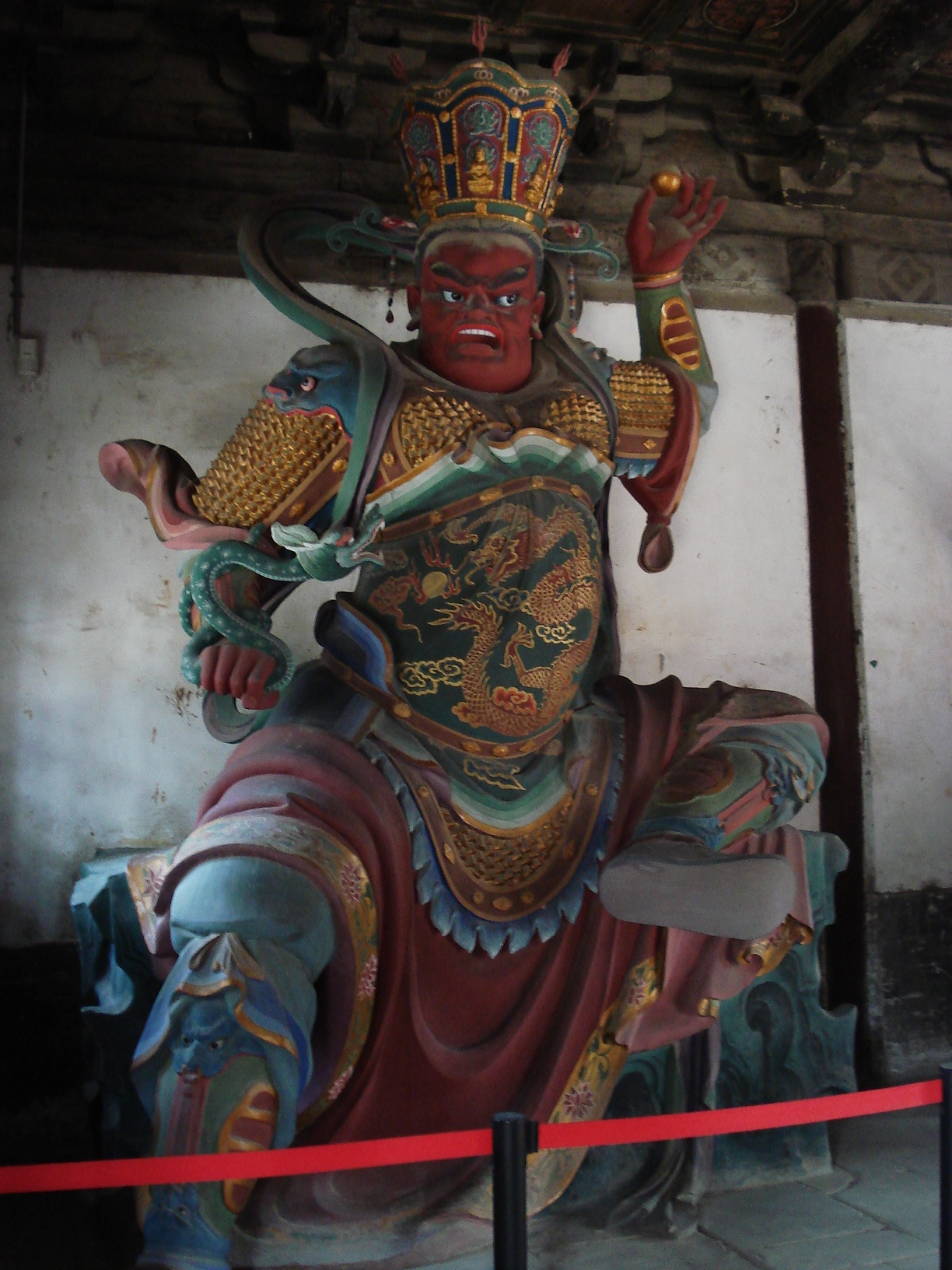
Гуанмутянь (Вирупакша)
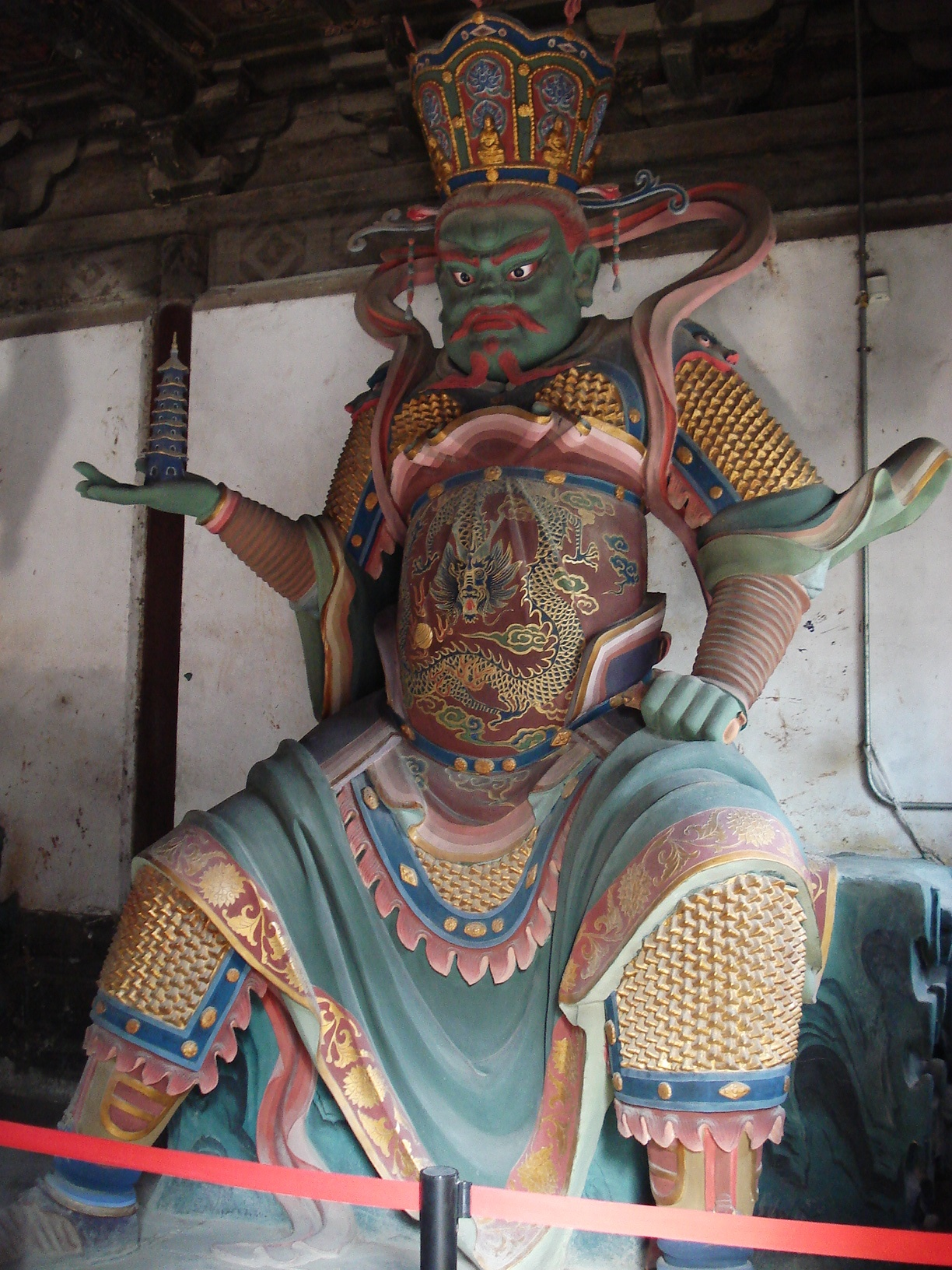
Довэньтянь (Вайшравана)

### Зал Амитабхи
Установлена большая статуя Гуаньинь с двумя бодхисаттвами по бокам. Также небольшие цинские статуи позади.

### Пагода Сарира
Пагода содержит прах монаха Цзялина, который был настоятелем храма в 1720-х. Пагода построена в 1728, вскоре после его смерти. Начиная от восьмиугольного основания, пагода сужается, становясь белой и круглой, переходит в тонкий шпиль.